# Cohade
Cohade är en kommun i departementet Haute-Loire i regionen Auvergne-Rhône-Alpes i centrala Frankrike. Kommunen ligger i kantonen Brioude-Nord som tillhör arrondissementet Brioude. År 2022 hade Cohade 868 invånare.

## Befolkningsutveckling
Antalet invånare i kommunen Cohade
| Referens: INSEE |